# Ovariumcarcinoom
Ovariumcarcinoom of eierstokkanker is een kwaadaardige aandoening van de eierstok en komt in Nederland redelijk frequent voor. Er doe zich ongeveer 1400 nieuwe gevallen per jaar voor. Ongeveer een op de honderd vrouwen krijgt deze vorm van kanker. Meestal gaat het om vrouwen ouder dan 60 jaar, maar eierstokkanker kan op alle leeftijden voorkomen. De prognose van deze tumor is slecht: jaarlijks overlijden er in Nederland ongeveer 1000 vrouwen aan de gevolgen van deze vorm van kanker.

## Kenmerken
Klachten van het ovariumcarcinoom blijven lang onopgemerkt door het ontbreken van zenuwweefsel in het kleine bekken. Vaak krijgen vrouwen postmenopauzaal bloedverlies of buikklachten. Door uitzaaiingen in de longholte ontstaat soms benauwdheid. Niet zelden is er een uitgebreid uitzaaiingsproces in de buik bij presentatie in het ziekenhuis.

## Oorzaken
Over de risicofactoren van het ovariumcarcinoom is nog weinig bekend. Het gebruik van de pil en zwangerschap verlagen het risico van deze vorm van kanker. Wanneer in de familie borstkanker of ook al ovariumcarcinoom voorkomt, is de kans op ovariumcarcinoom hoger. Vaak kan er dan een mutatie van het BRCA1- of BRCA2-gen worden gevonden. Vrouwen met een dergelijke kiembaanmutatie hebben bovendien een verhoogd risico van eileiderkanker. Overgewicht verhoogt eveneens mogelijk het risico. Lange vrouwen hebben een hoger risico op deze vorm van kanker dan korte vrouwen.

## Pathologie
De meest voorkomende vorm van ovariumcarcinoom is 85% van het sereuze of het muceuze type. Andere, zeldzamere vormen zijn de brennertumor, die is relatief goedaardig, de endometrioïde vorm en het clearcellcarcinoom, met een agressief beloop. Nog zeldzamer zijn de stromaceltumor, het teratoom en het choriacarcinoom.

#### Borderline tumoren of Low malignant potential LMP tumoren
Borderline tumoren, ook bekend als Low malignant potential LMP tumoren, hebben zowel kenmerken van goedaardige als van kwaadaardige tumoren. Van alle tumoren aan de ovaria is zo'n 10%-15% van dit type. Borderline tumoren ontstaan op een lagere leeftijd dan andere eierstoktumoren, rond de leeftijd van 40-49 jaar. Enkele kenmerken van borderline tumoren zijn: verhoging van de mitose, veranderingen in celgrootte of celkerngrootte en afwijkingen in de celkernen. Bij histologisch onderzoek kunnen kenmerken worden gevonden van zowel het sereuze als van het muceuze type. Bij de meerderheid gaat het om kenmerken van het sereuze type. Meer dan 80% van de borderline tumoren zijn fase I, 15% zijn fase II en III en minder dan 5% zijn fase IV. Borderline tumoren veroorzaken geen toename van het CA125-niveau en zijn niet te identificeren met een echografie. LMP tumoren veroorzaken soms een opgeblazen gevoel, pijn in de onderbuik of beide. Grote gezwellen zijn vaak goedaardig of LMP.

## Behandeling
De meest toegepaste behandelingen bij eierstokkanker zijn:
- operatie (chirurgie)
- chemotherapie, behandeling met celdelingremmend geneesmiddel
- bestraling (radiotherapie)

De meeste vrouwen met eierstokkanker krijgen een combinatie van chirurgie en chemotherapie, die vaak uit een combinatie van paclitaxel en carboplatin bestaat.